# State Radio
 (septembre 2023).
La mise en forme du texte ne suit pas les recommandations de Wikipédia : il faut le « wikifier ».
Les points d'amélioration suivants sont les cas les plus fréquents. Le détail des points à revoir est peut-être précisé sur la page de discussion.
- Les titres sont pré-formatés par le logiciel. Ils ne sont ni en capitales, ni en gras.
- Le texte ne doit pas être écrit en capitales (les noms de famille non plus), ni en gras, ni en italique, ni en « petit »…
- Le gras n'est utilisé que pour surligner le titre de l'article dans l'introduction, une seule fois.
- L'italique est rarement utilisé : mots en langue étrangère, titres d'œuvres, noms de bateaux, etc.
- Les citations ne sont pas en italique mais en corps de texte normal. Elles sont entourées par des guillemets français : « et ».
- Les listes à puces sont à éviter, des paragraphes rédigés étant largement préférés. Les tableaux sont à réserver à la présentation de données structurées (résultats, etc.).
- Les appels de note de bas de page (petits chiffres en exposant, introduits par l'outil «  Source ») sont à placer entre la fin de phrase et le point final[comme ça].
- Les liens internes (vers d'autres articles de Wikipédia) sont à choisir avec parcimonie. Créez des liens vers des articles approfondissant le sujet. Les termes génériques sans rapport avec le sujet sont à éviter, ainsi que les répétitions de liens vers un même terme.
- Les liens externes sont à placer uniquement dans une section « Liens externes », à la fin de l'article. Ces liens sont à choisir avec parcimonie suivant les règles définies. Si un lien sert de source à l'article, son insertion dans le texte est à faire par les notes de bas de page.
- La présentation des références doit suivre les conventions bibliographiques. Il est recommandé d'utiliser les modèles {{Ouvrage}}, {{Chapitre}}, {{Article}}, {{Lien web}} et/ou {{Bibliographie}}. Le mode d'édition visuel peut mettre en forme automatiquement les références.
- Insérer une infobox (cadre d'informations à droite) n'est pas obligatoire pour parachever la mise en page.

Pour une aide détaillée, merci de consulter Aide:Wikification.
Si vous pensez que ces points ont été résolus, vous pouvez retirer ce bandeau et améliorer la mise en forme d'un autre article.
State Radio est un trio rock basé à Boston comprenant le chanteur et auteur-compositeur principal Chad Stokes Urmston (également membre de Dispatch), le bassiste Chuck Fay et, anciennement, le batteur Michael Najarian. Les chansons du groupe abordent des questions sociales et politiques avec des influences reggae, punk et rock.

## Discographie

### Albums studios
- Us Against the Crown (2006)
- The Barn Sessions (2007)
- Year of the Crow (2007)
- Let It Go (2009)
- Rabbit Inn Rebellion (2012)

### Albums et EP en direct
- Live at the Sync (2005)
- State of Georgia EP (2009)
- Live At the Brattle Theater (2009)
- Live At the Boston Pavilion (2011)

### EP
- Flag of the Shiners EP (2002)
- Simmer Kane EP (2004)
- Peace Between Nations EP (2005)
- Wicker Plane EP (2007)
- Calling All Crows EP (2009)

### Singles
- "Gang of Thieves" (2007)
- "Knights of Bostonia" (2009)

## Dans la culture populaire
La chanson Keepsake a été présentée dans la finale de la troisième saison de la série Weeds. Keepsake a également été présentée à la fin de l'épisode La Mort en héritage de Cold Case et à la fin du septième épisode du redémarrage d'Hawaii 5-0.